# (120) Лахесис
(120) Лахесис (др.-греч. Λάχεσις) — крупный астероид главного пояса, принадлежащий к тёмному спектральному классу C. Он был открыт 10 апреля 1872 года французским астрономом Альфонсом Борелли и назван в честь Лахесис, одной из Мойры, одной из богинь судьбы в древнегреческой мифологии.

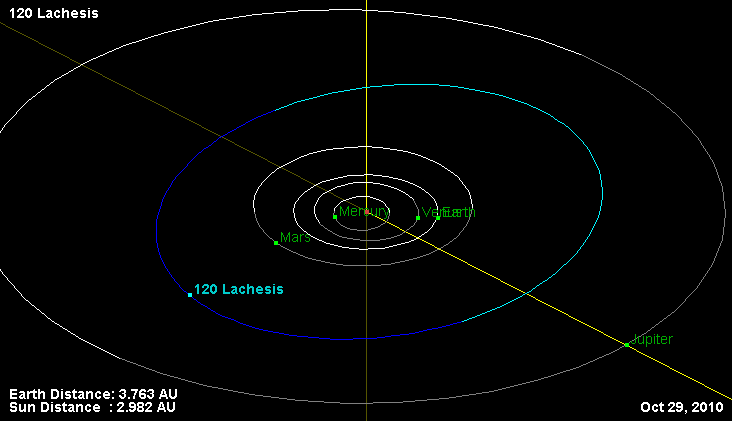
Орбита астероида Лахесис и его положение в Солнечной системе

Единственное покрытие звёзд астероидом наблюдалось в 1999 году в юго-западной части Соединённых Штатов.